# Octaedro
O octaedro é um poliedro de oito faces. Um caso especial é o octaedro regular, um sólido platônico composto por 8 triângulos equiláteros, em cada vértice se encontrando 4 deles. Octaedros podem ocorrer na natureza como formações cristalinas. Existem também muitos octaedros irregulares, podendo ser tanto convexos como não-convexos.

## Octaedro regular

O octaedro é o poliedro dual do cubo.

Um octaedro regular é um poliedro regular. Todas as suas faces são triângulos equiláteros com o mesmo tamanho, e exatamente quatro destes triângulos se encontram em cada vértice. O octaedro regular também é convexo.
Ele é um dos oito deltaedros convexos, pois todas as suas faces são triângulos equiláteros. É um poliedro composto, por ser formado pela junção de duas pirâmides quadradas equiláteras.O seu sólido dual é o cubo, que tem o mesmo grupo tridimensional de simetria.

## Octaedro na natureza

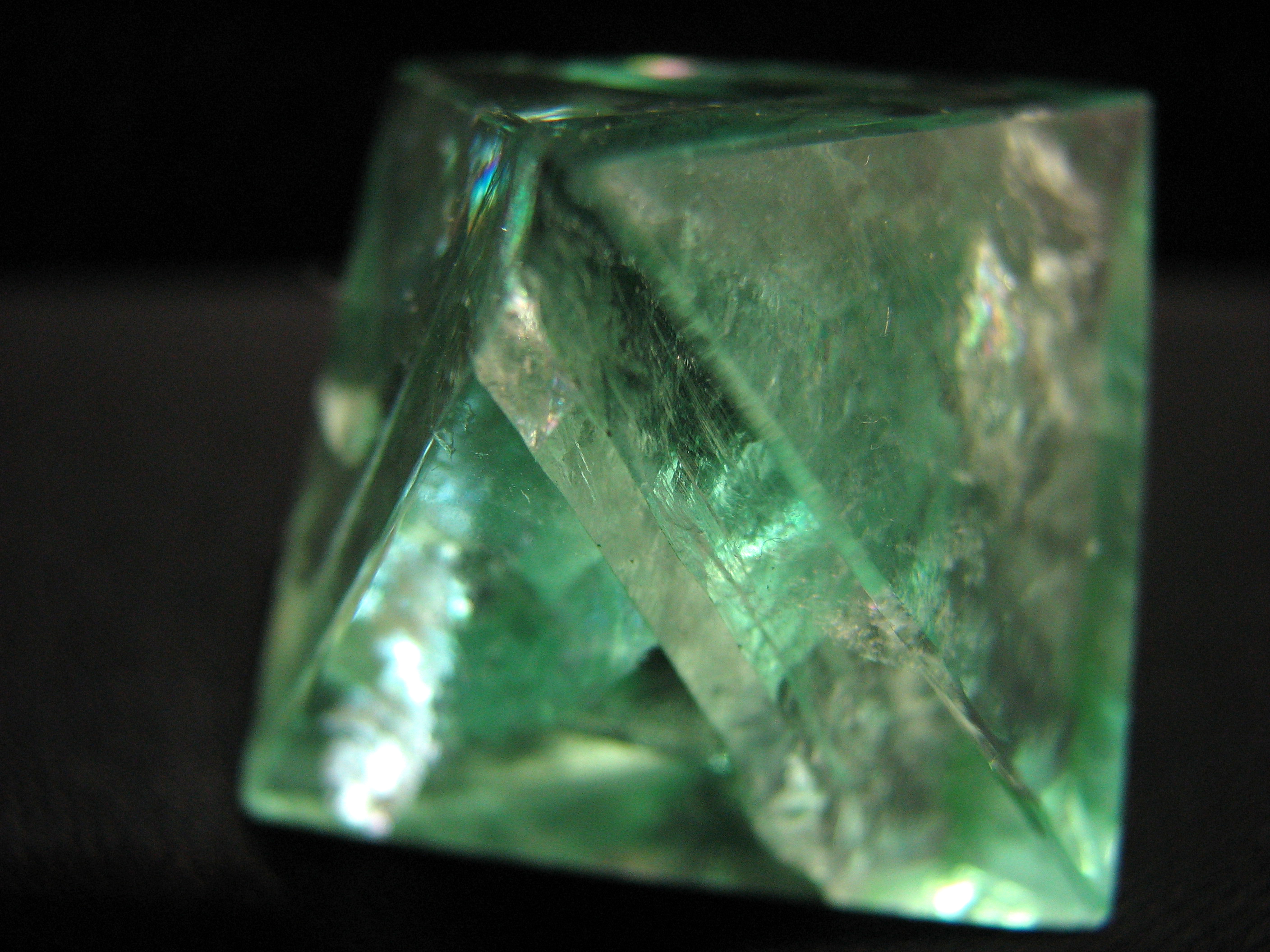
Octaedro de fluorita.

Cristais naturais de diamante, alúmen ou fluorita surjem comunmente em forma octaédrica. As placas de camacite em meteoritos octaédritos são arranjados paralelamente as oito faces de um octaedro.
Também pode ser visto um padrão octaedrico em padrões de Widmanstätten em cristais de niquel-ferro.